# Рудолф Јени
Рудолф Јени (мађ. Jeny Rudolf, Jenny, Jeney, Jenei; 2. март 1901) бивши мађарски фудбалер, репрезентативац, играо на позицији нападача, па тренер. Био је брз, левоног, добро позициониран играч познат по својим прецизним додавањима.

## Каријера

### Играчка каријера
Јени је рођена у Будимпешти. Као нападач, Јени је играо клупски фудбал за матични клуб Кишпешт АК и МТК из Будимпеште. Такође је играо за репрезентацију Мађарске на Летњим олимпијским играма 1924. Између 1919. и 1926. године је за репрезентацију одиграо укупно 20 утакмица и постигао је три гола.

### Тренерска каријера
Јени је од познатијих фудбалских тимова водио шпанску екипу Атлетико Мадрид између 1930. и 1933., португалску Спортинг клуб де Португал 1933–34. и Ето из Ђера 1955. године.
Поред наведених тимова био је тренер Кришане у Нађвараду шест месеци, а затим је у септембру 1937. постао тренер Нађибање. Дао је оставку на ову функцију у априлу 1942. и наставио да ради као њихов специјализовани саветник. Од 1948. до 1950. био је тренер ССЕ у Бекешчаби. Јануара 1957. постављен је за тренера Икаруса, да би убрзо постао селектор омладинске репрезентације Мађарске. Овај задатак је обављао до јуна 1958. године. Затим је предводио ЗТЕ тим. Године 1961. руководио је стручним радом Икаруса.

## Достигнућа

### Играч
- Прва лига Мађарске у фудбалу
  - шампион: 1923/24, 1924/25.
- Куп Мађарске у фудбалу
  - победник: 1925.
- Мађарски фудбалер године: 1924.